# Richard Brooks
Richard Brooks  (n. 18 mai 1912, Philadelphia, Pennsylvania – d. 11 martie 1992, Beverly Hills, California; de fapt Ruben Sax) a fost un scenarist, producător de film și regizor american.

## Date biografice
Brooks a urmat cursurile școlii West Philadelphia High School, și pe urmă a studiat la universitatea Temple. Un timp scurt timp a lucrat la emisiunea unui post de radio, ca și regizor de teatru. Ulterior a scris scenarii pentru diferite filme. Din anul 1962 este regizor și producător de filme cinematografice.

## Filmografie
- 1942 Men of Texas (scenariu)
- 1942 Sin Town (scenariu)
- 1943 Don  Winslow of the Coast Guard (scenariu)
- 1943 (White Savage) (scenariu)
- 1944 My Best Gal (scenariu)
- 1944 (Cobra Woman) (scenariu)
- 1946 (The Killers) (scenariu)
- 1946 Swell Guy (scenariu)
- 1947 (Brute Force) (scenariu)
- 1947 (Crossfire) (după romanul The Brick Foxhole)
- 1948 To the Victor (scenariu)
- 1948 (Key Largo) (scenariu)
- 1949 (Any Number Can Play) (scenariu)
- 1950 Caz de conștiință (Crisis) (regie/scenariu)
- 1950 (Mystery Street) (scenariu)
- 1951 (Storm Warning) (scenariu)
- 1952 (The Light Touch) (regie/scenariu)
- 1952 Ediție specială (Deadline – U.S.A.) (regie/scenariu)
- 1953 (Battle Circus) (regie/scenariu)
- 1953 (Take the High Ground)
- 1954 Ultima oară când am văzut Parisul (The Last Time I Saw Paris) (regie/scenariu)
- 1954 The Flame and the Flesh
- 1955 Sămânța violenței (Blackboard Jungle) (regie/scenariu)
- 1956 Ultima vânătoare (The Last Hunt) (regie/scenariu)
- 1956 (The Catered Affair)
- 1957 (Something Of Value) (regie/scenariu)
- 1958 Frații Karamazov (The Brothers Karamazov) (regie/scenariu)
- 1958 Pisica pe acoperișul fierbinte (Cat on a Hot Tin Roof) (regie/scenariu)
- 1960 (Elmer Gantry) (regie/scenariu)
- 1962 Dulcea pasăre a tinereții (Sweet Bird of Youth) (regie/scenariu)
- 1965 Lord Jim (producător/regie/scenariu)
- 1966 Profesioniștii (The Professionals) (producător/regie/scenariu)
- 1967 Cu sânge rece (In Cold Blood) (producător/regie/scenariu)
- 1969 (The Happy Ending) (producător/regie/scenariu)
- 1971 Dolarii (Dollars) (regie/scenariu)
- 1975 Cursa de 700 de mile (Bite the Bullet) (producător/regie/scenariu)
- 1977 În căutarea domnului Goodbar(Looking for Mr. Goodbar) (producător/regie/scenariu)
- 1982 Lupta pentru putere(Wrong Is Right) (producător/regie/scenariu)
- 1985 Patima jocului(Fever Pitch) (regie/scenariu)